# 沖縄の奄美差別
沖縄の奄美差別（おきなわのあまみさべつ）では、アメリカ合衆国による沖縄統治下、幹部職員が全てアメリカ人であった琉球列島米国民政府により行われた奄美群島出身者への差別的政策について解説する。

## 概要
戦後アメリカは、沖縄県と鹿児島県奄美群島を日本より分割し軍政下に置いた。このため両者の経済は癒着し、本土との流通を閉ざされ経済が疲弊した奄美群島の住民は、経済活動の中心地となった沖縄本島に職を求め移住するということが多くなった。しかし、奄美群島は沖縄県より早い1953年には日本に復帰し、それ以後、沖縄県が返還される1972年までの約20年間にわたり、移住していた6万余人に及ぶ奄美群島出身者は、「非琉球人」と称されて社会的制約をうけることとなった。
琉球政府の上部組織であり、アメリカ軍が沖縄に設けた統治機構で、幹部職員が全員アメリカ人であった琉球列島米国民政府が奄美人に対して行った政策は以下の通りである。
- 公職追放[2]
琉球政府行政副主席兼立法院議長泉有平、琉球銀行総裁池畑嶺里、琉球開発金融公社総裁宝村信雄、琉球電信電話公社総裁屋田甚助らほぼすべての上級公務員[注 1]
- 参政権剥奪
- 土地所有権剥奪
- 琉球大学入学拒否
- 国費留学受験資格剥奪
- 公務員試験受験資格剥奪
- 金融機関からの融資制限

また奄美の本土復帰前から公務員については奄美人は沖縄人よりも低い賃金に設定されるという差別政策が行われた。また最底辺の労務者にも奄美人は沖縄人よりも低い賃金に設定される差別政策が行われた。
復帰前は奄美人の男が沖縄人の女の戸籍に入るという形で奄美人ではなく沖縄人として扱われて差別されなかった例もあるが、復帰後は偽装結婚の恐れがあるという理由で、奄美人の男が沖縄人の妻の戸籍に入ることは禁止され、奄美人の被差別としての立場がより固定化されるようになった。
これら、公職から奄美出身者を排除する政策は、奄美群島が共産党勢力に支配されているとみなしていた琉球列島米国民政府の危機感のもと、共産党の影響を排除するために行われた。
また、土井智義によると、これらの政策の背景には米軍が沖縄に設けた統治機構である琉球列島米国民政府の沖縄戦略があり、以下の理由から、琉球列島米国民政府は奄美出身者を沖縄から送還したい狙いがあったと分析している。（土井智義著『米国の沖縄統治と外国人管理』法政大学出版局） 
- 沖縄の過剰人口の削減
- 犯罪などに関わる者の減少による治安回復
- 仕送りなどによる沖縄から奄美へのドル流出の抑止
- 日本復帰運動が盛んだった奄美大島出身者を送還することで、沖縄の日本復帰運動への影響を抑える目的

琉球列島米国民政府は米軍が沖縄に設けた統治機構であり、幹部職員は全てアメリカ人のため、厳密にいえば沖縄による奄美差別ではない。また沖縄を統治する為の施政による差別であり、出自に基づく差別ではなかった。
1972年の沖縄返還により、以上の奄美群島出身者に対する制度的差別は撤廃された。

## 奄美共産党
琉球列島米国民政府や琉球政府は以前より、奄美群島は非合法の共産党勢力が支配しているとみなしていた。実際には、奄美共産党が合法的組織奄美社会民主党を立ち上げ奄美群島の本土復帰運動を主導し、住民自体はその復帰目的のために結集していた。琉球列島米国民政府は、奄美群島の復帰を機にその影響を絶とうとし、その中で奄美群島出身沖縄人民党員の逮捕・投獄や追放も行われた。

## 沖縄人による奄美人差別
沖縄における奄美差別の背景には前述のような米軍による共産党員排除や、過剰人口の削減、沖縄から奄美へのドル流出の抑止、沖縄の日本復帰運動の抑止などの意図があったが、そのような事情の中で沖縄人による奄美人への差別も存在した。
奄美の本土復帰直後に琉球銀行総裁の池畑嶺里が鹿児島出張中に突然解任された件について、沖縄タイムスは1953年12月30日の社説で外国人である奄美人に重要公務を一日たりとも携わらせるわけにはいかない姿勢の琉球列島米国民政府について「吾々には直に真似ることはできないにしても」と付言した上で、「公私を微塵も微塵も混こうとしない態度は或る程度学んでよいのではないか」と琉球列島米国民政府の立場に立った論評をして奄美人への公職追放を正当化した。米軍施政下の沖縄の歴史を取材をしていた作家の佐野眞一はこのことについて著書で「琉球列島米国民政府の恐怖政治下にあって、大っぴらに異議をとなることはできないにしても」と配慮を示しつつも、「これほどお上べったりの論調はとても新聞人の態度とは思えない」と沖縄タイムスに批判的な言葉を書いている。
奄美の本土復帰後に、琉球政府のある局長は「沖縄には約6000人の潜在失業者がいるが、奄美の人たちが帰ってくれたら失業者はいなくなる」と語り、別の局長は「沖縄で悪いことをする奄美の連中は片っ端から強制送還する。そうすれば失業問題なんかいっぺんに片付く」と語っており、この発言は復帰後の奄美人に対する琉球政府の差別姿勢を表していた。